# Yuxarı Ağcayazı
Yuxarı Ağcayazı è un comune dell'Azerbaigian situato nel distretto di Ağdaş. Conta una popolazione di 1 171 abitanti.